# جاده ملی ۴ استونی
جاده ملی ۴ استونی (انگلیسی: Estonian national road 4) جاده‌ای در کشور استونی است جزئی از جاده ئی۶۷ اروپا می‌باشد.
این جاده از شهر تالین شروع و در روستا ایکلا (در مرز لتونی) تمام میشود و ۱۹۲ کیلومتر طول آن است.